# Matrículas automovilísticas de Suecia

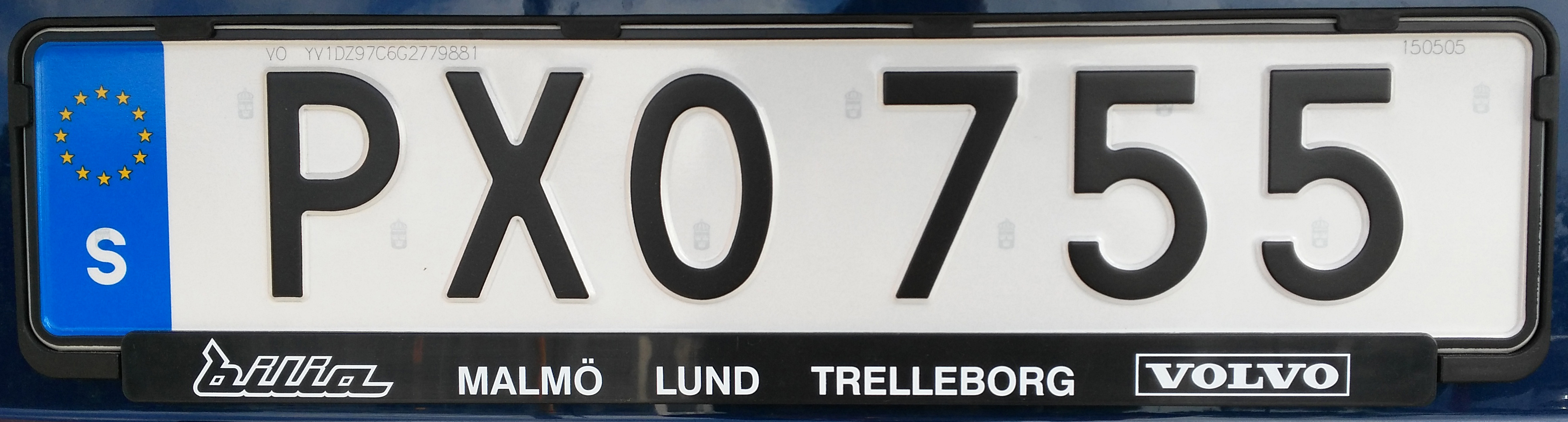
Modelo de matrícula sueca a partir 2014 (sin pegatina).

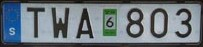
Matrícula con la pegatina obligatoria (de 2001 a 2013).

Las placas de matrícula de los vehículos de Suecia siguen desde el año 2004 un sistema alfanumérico formado por tres letras y tres cifras separadas por un espacio (por ejemplo, ABC 123) de color negro sobre un fondo blanco y las medidas de la placa son de 520 mm por 110 mm. La combinación es simplemente una serie alfanumérica y no tiene conexión con una determinada ubicación geográfica, pero la última cifra sirve para indicar cuándo se tiene que pasar la inspección técnica del vehículo (ya que antes de 2014 lo indicaba un adhesivo obligatorio ubicado en el centro).
El formato es el común al resto de placas de la Unión Europea, por lo que también lleva la sección azul al extremo izquierdo con las estrellas en círculo de la UE y el código internacional del país, S.
Se utilizan todas las letras del alfabeto sueco excepto la I, Q, V, Å, Ä y Ö. Además, existe un listado de 91 combinaciones de letras publicada por la Agencia de Transporte sueca (Transport Styrelsen) que tampoco se pueden utilizar ni en las placas ordinarias ni en las personalizadas, debido a que tienen connotaciones ofensivas, políticas o inadecuadas.

## Tipografía

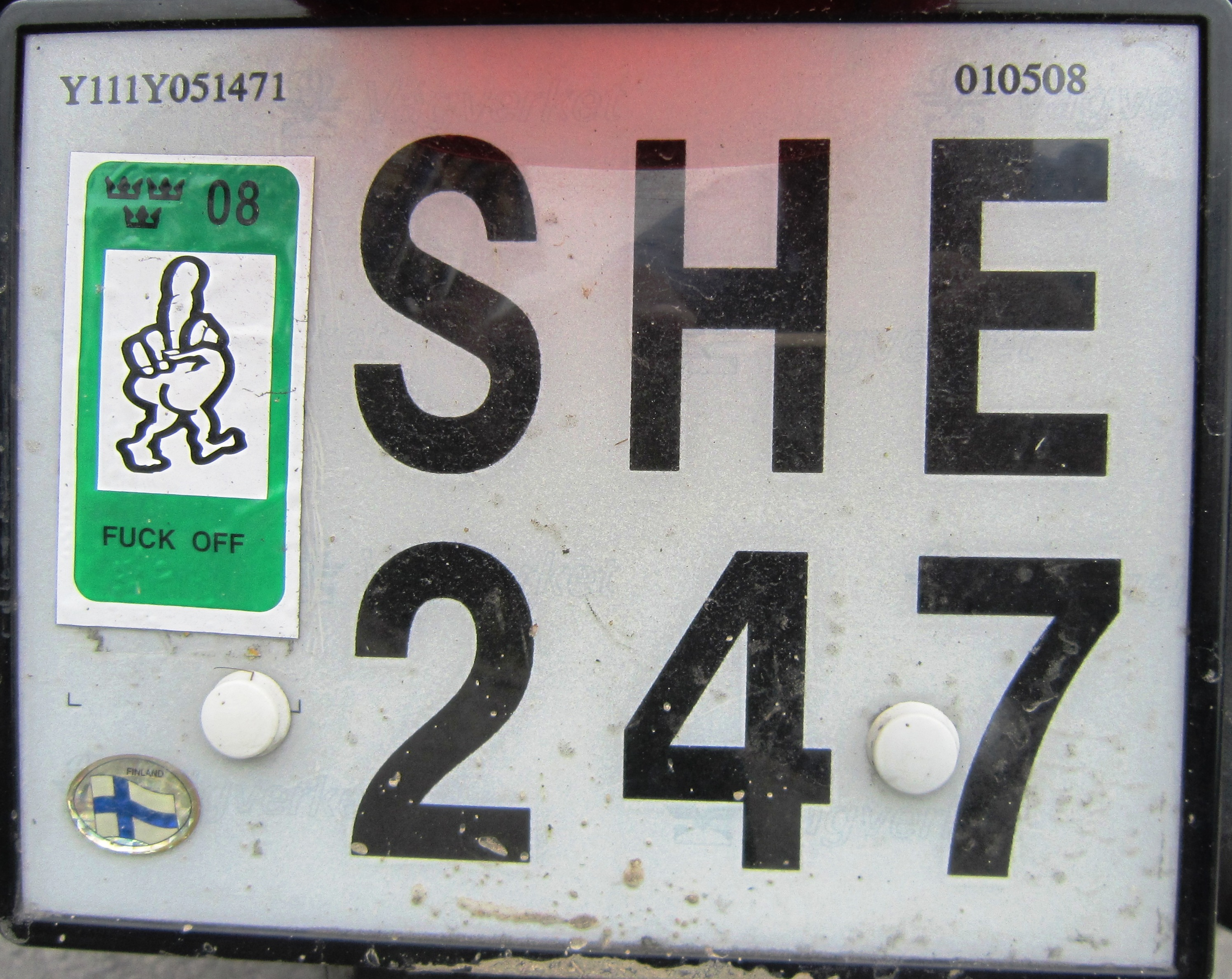
Muestra de la tipografía Helvética bold (periodo 1994-2001).

Suecia empezó a utilizar una tipografía derivada de DIN 1451 en 1972. Desde 1994 y hasta 2001 utilizó una forma modificada de la Helvética Bold, a continuación, en 2002 volvió al DIN 1451 de nuevo. Durante el primer periodo DIN (hasta 1994) empleó las formas modernas de los números 6 y 9 (que acababan con "colas" en diagonal), mientras que en la actualidad se están utilizando los caracteres originales con colas de medio punto.

## Codificación
La siguiente tabla muestra cuándo el vehículo tiene la obligación de pasar la inspección técnica, indicada por la última cifra de la matrícula.
| Última cifra | Mes        | Periodo de inspección |
| ------------ | ---------- | --------------------- |
| 1            | Enero      | Noviembre-marzo       |
| 2            | Febrero    | Diciembre-abril       |
| 3            | Marzo      | Enero-mayo            |
| 4            | Abril      | Febrero-junio         |
| 5            | Junio      | Mayo-septiembre       |
| 6            | Agosto     | Junio-octubre         |
| 7            | Septiembre | Julio-noviembre       |
| 8            | Octubre    | Agosto-diciembre      |
| 9            | Noviembre  | Septiembre-enero      |
| 0            | Diciembre  | Octubre-febrero       |

## Otros tipos

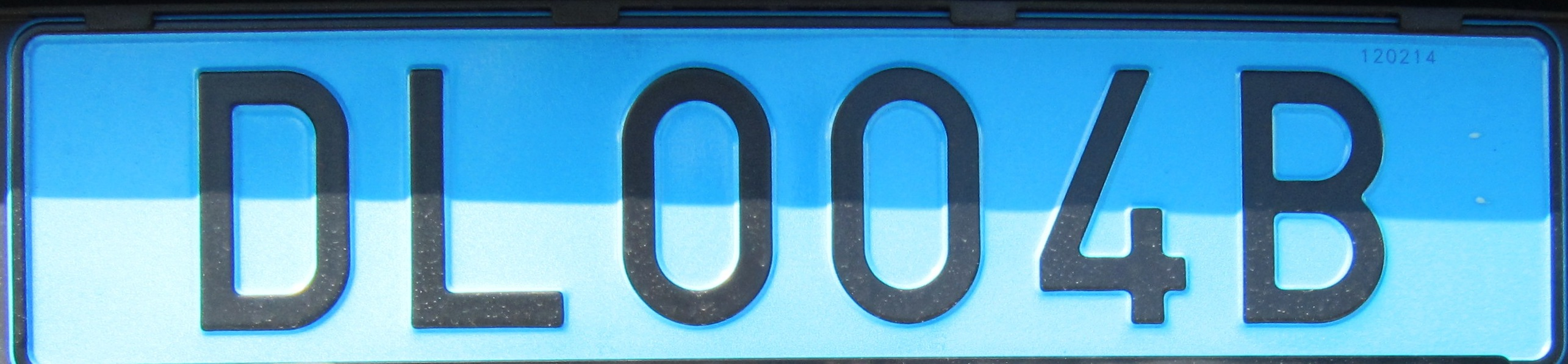
Matrícula diplomática (DL = Federación Rusa)

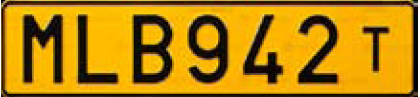
Matrícula de un taxi.

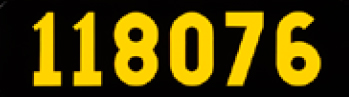
Matrícula militar.

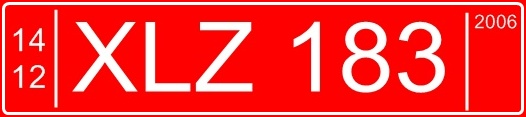
Matrícula temporal.

Los vehículos como los coches de policía, camiones de bomberos, taxis, VTC, autobuses públicos y trolebuses utilizan el mismo tipo de placa que los coches particulares y no se pueden distinguir directamente por la placa de matrícula, mientras que los vehículos militares sí que llevan placas especiales. 

Los vehículos diplomáticos llevan unas placas con caracteres negros sobre un fondo azul. La numeración se compone de dos letras seguidas de tres cifras y una letra más (AB123C). Las dos primeras letras indican la misión diplomática a la cual pertenece el vehículo y estas no corresponden a ningún acrónimo sino que están asignadas por orden alfabético del nombre del país en francés: así, AA denota Sudáfrica, (es decir Afrique du Sud) y así sucesivamente. Las cifras son una combinación aleatoria y la última letra indica la tarea diplomática. Las medidas son 480 mm x 110 mm.
Los taxis llevan unas placas con caracteres negros sobre un fondo amarillo. La numeración es igual a la de los vehículos particulares pero se añade una T más pequeña al final. Las medidas son 480 mm x 110 mm.
Los vehículos militares llevan unas placas con caracteres amarillos sobre un fondo negro. La numeración se compone de cinco a seis cifras (12345(6)) y la asigna la FMV (Försvarets materielverk). La numeración se introdujo en 1941 y actualmente se continúa utilizando el modelo y la tipografía de antes de 1973.
Las matrículas de carácter temporal, para vehículos destinados a la exportación o la importación, son de caracteres blancos sobre fondo rojo. La numeración es la misma que la del resto de vehículos, pero añade la fecha y mes (a la izquierda) y el año (a la derecha) de caducidad de la matrícula.

## Historia

### 1906-1973
Hasta 1973 las placas contenían una o dos letras y un máximo de cinco dígitos. Las letras eran códigos estandarizados para los diferentes condados del país. En los condados en los que las 5 cifras no bastaban para cubrir todos los vehículos, se utilizó una segunda letra (A o B).
El siguiente listado muestra la codificación en condados utilizada durante este periodo:
- A, AA, AB - Ciudad de Estocolmo
- B, BA, BB - Condado de Estocolmo
- C - Condado de Uppsala
- D - condado de Södermanlands
- E, EA - Condado de Östergötlands
- F, FA - Condado de Jönköpings
- G - Condado de Kronobergs
- H - condado de Kalmar
- I - Condado de Gotlands
- K - Condado de Blekinge
- L, LA - Condado de Kristianstads (actualmente parte del Condado de Escania)
- M, MA, MB - condado de Malmöhus (actualmente parte del Condado de Escania)
- N - condado de Hallands
- O, OA, OB - Condado de Göteborgs och Bohus (actualmente parte del Condado de Västra Götalands)
- P, PA - condado de Älvsborgs (actualmente parte del Condado de Västra Götalands)
- R - condado de Skaraborgs (actualmente parte del Condado de Västra Götalands)
- S, SA - condado de Värmlands
- T, TA - condado de Örebro
- U, UA - condado de Västmanlands
- W, WA - condado de Kopparbergs (actualmente condado de Dalarnas)
- X, XA - Gävleborgs län
- Y - Västernorrlands län
- Z - Jämtlands län
- AC - Västerbottens län
- BD - Norrbottens län
- sin letra - vehículos militares

Este sistema dejó de utilizarse a partir de 1974 y todos los vehículos tuvieran que reemplazar las placas. Por este motivo no hay placas históricas en Suecia, ya que los coches históricos utilizan placas con este sistema. La autoridad viaria considera a todos todos los vehículos de más de 30 años de edad y no utilizados como vehículos comerciales como vehículo veterano, y están exentos de impuestos. Sólo necesitan pasar la inspección de vehículos cada dos años. Estos vehículos utilizan placas ordinarias y el adhesivo correspondiente.